# Episodi di Coupling (terza stagione)
La terza stagione della serie televisiva Coupling, composta da sette episodi, andò in onda nel Regno Unito tra il 23 settembre e il 4 novembre 2002, mentre in Italia andò in onda tra il 25 novembre e il 2 dicembre 2003.
| n° | Titolo originale                                | Titolo italiano                      | Prima TV UK       | Prima TV Italia  |
| -- | ----------------------------------------------- | ------------------------------------ | ----------------- | ---------------- |
| 1  | Split                                           | Separazione                          | 23 settembre 2002 | 25 novembre 2003 |
| 2  | Faithless (1)                                   | Infedeltà                            | 30 settembre 2002 | 26 novembre 2003 |
| 3  | Unconditional Sex (2)                           | Sesso incondizionato                 | 7 ottobre 2002    | 27 novembre 2003 |
| 4  | Remember This                                   | Ricordalo                            | 14 ottobre 2002   | 28 novembre 2003 |
| 5  | The Freckle, the Key and the Couple Who Weren't | Il neo, la chiave e la coppia che fu | 21 ottobre 2002   | 29 novembre 2003 |
| 6  | The Girl with One Heart                         | La donna con un cuore                | 28 ottobre 2002   | 1º dicembre 2003 |
| 7  | Perhaps, Perhaps, Perhaps                       | Chissà, chissà, chissà               | 4 novembre 2002   | 2 dicembre 2003  |